# Géppisztolyos prédikátor
A Géppisztolyos prédikátor (eredeti cím: Machine Gun Preacher) 2011-ben bemutatott akciófilm, melyet Marc Forster rendezett. A forgatókönyvet Sam Childers Another Man's War című életrajzi regénye alapján Jason Keller írta. A főbb szerepekben Gerard Butler, Michelle Monaghan és Michael Shannon látható. A történet főhőse a motoros bandatagból lett prédikátor, Childers, aki a háború sújtotta Dél-Szudánban igyekszik gyerekeket megmenteni.
A film 2011. szeptember 11-én debütált a Torontói Nemzetközi Filmfesztiválon és szeptember 23-ától mutatták be a mozikban. A Géppisztolyos prédikátor gyenge kritikákat kapott és bevételei is messze alulmúlták az elkészítésének költségeit.

## Cselekmény
Amikor Sam Childers (Gerard Butler), a motoros banda volt tagja meghozza azt a sorsfordító döntést, hogy Kelet-Afrikába megy segíteni a polgárháborúban megsemmisült otthonok helyreállítására, felháborodik a régió kiszolgáltatott lakossága, különösen a gyerekek által átélt kimondhatatlan borzalmak láttán.
A tapasztaltabb segédmunkások figyelmeztetéseit figyelmen kívül hagyva Sam ott kezdi meg egy árvaház építését, ahol a legnagyobb szükség van rá - a brutális Lord's Resistance Army (LRA) által ellenőrzött terület közepén, amely egy olyan lázadó milícia, akik arra kényszerítik a gyerekeket, hogy katonák legyenek, még mielőtt betöltenék a tizenéves kort
Sam számára azonban nem elég, hogy az LRA kiszemelt áldozatainak menedéket nyújt. Elszántan, hogy minél többet megmentsen, fegyveres küldetéseket folytat mélyen az ellenséges területen, hogy visszaszerezze az elrabolt gyerekeket, és helyreállítsa a békét az életükben - és végül a sajátjában is.

## Szereplők
| Színész              | Szerep         | Magyar hang    |
| -------------------- | -------------- | -------------- |
| Gerard Butler        | Sam Childers   | Széles László  |
| Michelle Monaghan    | Lynn Childers  | Németh Borbála |
| Michael Shannon      | Donnie         | Király Attila  |
| Madeline Carroll     | Paige          | Nagy Blanka    |
| Kathy Baker          | Daisy          | Horváth Zsuzsa |
| Souléymane Sy Savané | Deng           | Zöld Csaba     |
| Fana Mokoena         | John Garang    | Jakab Csaba    |
| Inga R. Wilson       | Mrs. Shields   | Ruttkay Laura  |
| Reavis Graham        | Krause lelkész | Forgács Gábor  |
| Peter Carey          | Bill Wallace   | Rosta Sándor   |
| Jerry Mofokeng       | adminisztrátor | Pálfai Péter   |

## Bevételi adatok és kritikai fogadtatás
A Rotten Tomatoes weboldalon a film száztizenhárom kritika alapján 29%-os értékelésen áll. Az oldal összegzése szerint „a Géppisztolyos prédikátor középpontjában egy összetett személyiségű férfi áll, de a film túlságosan formátlan és érzelmileg üres ahhoz, hogy életet leheljen főhőse történetébe”. A Metacriticen a film 43/100 pontot ért el, harminckét kritika összesítése alapján.
A 30 milliós költségvetésből készült film világszerte csupán hárommillió dolláros bevételt tudott termelni.

## Fordítás
- Ez a szócikk részben vagy egészben  a   Machine Gun Preacher című angol Wikipédia-szócikk fordításán alapul.  Az eredeti cikk szerkesztőit annak laptörténete sorolja fel. Ez a jelzés csupán a megfogalmazás eredetét és a szerzői jogokat jelzi, nem szolgál a cikkben szereplő információk forrásmegjelöléseként.